# Bakool

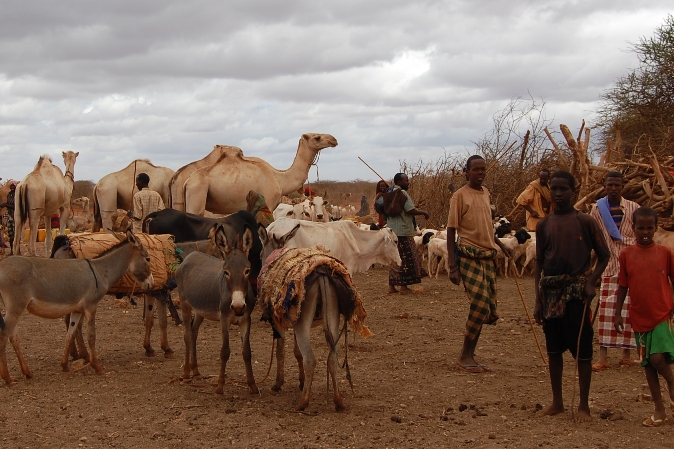
Menschen und Vieh warten bei einer Wasserstelle in Bakool

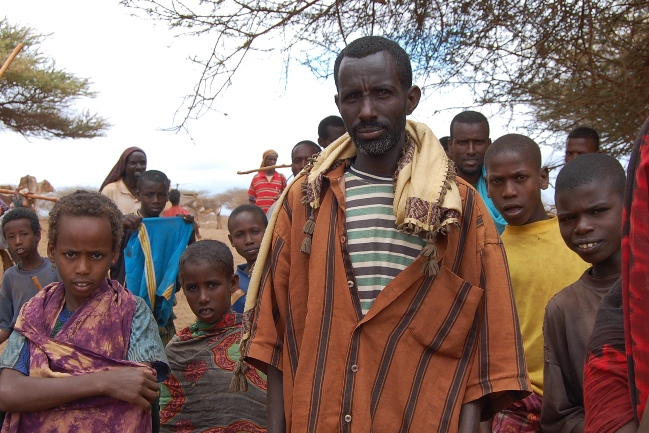
Einwohner von Bakool

Bakool (arabisch باكول Bākaul) ist eine Region (gobolka) im Süden Somalias. Ihre Hauptstadt ist Huddur. Die Region entstand 1974, als unter Siad Barre die Verwaltungsgliederung Somalias geändert wurde, aus einem Teil der früheren Region Ober-Jubba.
Bakool liegt im Landesinneren im Gebiet zwischen den beiden großen Flüssen Somalias, dem Jubba und dem Shabeelle, und grenzt im Norden an die Somali-Region Äthiopiens. Ortschaften sind u. a. Tiyeeglow, Wajid und Yeed.
Wichtigste Lebensgrundlagen sind der Anbau von Sorghum in Kombination mit Viehhaltung (Agropastoralismus) sowie – vor allem im nördlichen Teil der Region – nomadische Viehzucht.
Der wichtigste Somali-Clan in Bakool sind die Rahanweyn.
Bedeutende politische Kraft ist deren Rahanweyn-Widerstandsarmee, die mit der Übergangs-Bundesregierung verbündet ist. 2009 ist die Region heftig zwischen regierungstreuen Kräften und der radikal islamistischen al-Schabaab umkämpft.